# J. R. Simplot Company
Simplot (J. R. Simplot Company) is een Amerikaans voedingsmiddelenbedrijf en een van de belangrijkste spelers op de markt van verwerkte aardappelen (gedroogde en diepgevroren producten). Het bedrijf werd in 1923 opgericht door de toen 14-jarige John Richard Simplot in de 'Potato State' Idaho. Het bedrijf groeide snel voor en vooral tijdens de Tweede Wereldoorlog als leverancier van gedroogde uien en aardappelen aan het Amerikaanse leger.
Misschien wel de belangrijkste gebeurtenis voor Simplot was de uitvinding door een van de scheikundigen, Ray L. Dunlap, van de processen die nodig zijn om diepvriesfrieten van hoge kwaliteit te produceren. In het begin van de jaren 60 werd het bedrijf de belangrijkste leverancier van frieten aan McDonald's en leverde het meer dan de helft van de hoeveelheid frieten die in 2005 door de fastfoodketen werd gedistribueerd. Simplot produceert ook meststoffen voor de landbouw.

## Economisch belang
Simplot is een van de grootste privébedrijven ter wereld (59e door Forbes in 2004) en heeft vestigingen in Australië, China, Mexico en Canada. De belangrijkste fabriek staat in Caldwell (Idaho). In 2025 nam Simplot Clarebout Potatoes over.
Butch Otter, de huidige gouverneur van de staat Idaho, werkte 30 jaar voor het bedrijf en stond een tijd aan het hoofd van de internationale divisie.
JR Simplot ging in 1973 met pensioen als president van zijn bedrijf, maar bleef betrokken bij het management van het bedrijf.